# Nicola Heusch

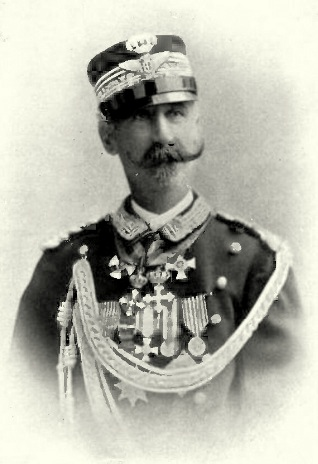
Generalleutnant Nicola Heusch

Nicola Heusch (* 5. März 1837 in Calci; † 11. April 1902 in Bari) war ein italienischer Offizier, zuletzt im Rang eines Generalleutnants.

## Leben und Wirken
Nicola Heusch war der Sohn von Joachim Heusch (1790–1869), Regierungsinspektor im Großherzogtum Toskana, und der Carolina Pieri. Seine Familie entstammte dem Zweig der Familie Heusch/Hoesch, der im 16. Jahrhundert von deren Stammsitz auf Schloss Libermé in Kettenis zunächst nach Antwerpen und zu Beginn des 17. Jahrhunderts weiter nach Hamburg überwechselte. Von dort war schließlich Mitte des 18. Jahrhunderts Nicolas Urgroßvater nach Italien ausgewandert, wo er sich als Kaufmann in Livorno niedergelassen hatte.
Im Jahr 1855 begann Heusch seine militärische Laufbahn als Freiwilliger bei den Großherzoglichen Truppen der Toskana. Nach verschiedenen Zwischenstationen wurde er dem IX. Bataillon zugeteilt und 1859 zum Leutnant befördert. Im gleichen Jahr nahm er an einem ersten größeren Kampfeinsatz im Zweiten Italienischen Unabhängigkeitskrieg teil. Nach einer anschließenden kurzfristigen Beschäftigung als Regierungsbeamter bei der Königlichen Militärhochschule in Florenz im Jahr 1860 wurde Heusch mit der Ernennung zum Hauptmann zunächst in das 18. Infanterieregiment und 1862 in das 69. Infanterieregiment versetzt, mit dem er 1866 am Dritten Italienischen Unabhängigkeitskrieg beteiligt war.
Es folgten im Jahr 1870 Heuschs Beförderung zum Major verbunden mit der Versetzung in das 26. Infanterieregiment sowie 1877 die Beförderung zum Oberstleutnant und 1881 zum Oberst mit der gleichzeitigen Ernennung zum Kommandeur des 71. Infanterieregiments. Ein Jahr später erhielt er das Kommando über das neu gebildete 6. Alpiniregiment und 1884 über das 4. Alpiniregiment. Im Jahr 1888 folgte Heuschs Versetzung zur Infanteriebrigade „Cagliari“, zu deren Kommandeur er ernannt wurde. Ein Jahr später wurde Heusch zum Generalmajor befördert und 1892 zum Inspekteur der Alpinikorps ernannt.
Am 16. Januar 1894 wurde Heusch als außerordentlicher Kommissar mit vollen Befugnissen in die Provinz Massa-Carrara geschickt, um die teils mit massiver Gewalt einhergehenden Unruhen in der Region Lunigiana zu unterdrücken. Zwei Tage zuvor war bei einer Demonstration die Kaserne der Finanzwache in Carrara angegriffen worden, wobei ein Demonstrant und ein Angehöriger der Finanzwache getötet worden waren. Auslöser für die Unruhen war die Einberufung zum Militärdienst einiger Altersklassen unter den Arbeitern der Marmorsteinbrüche gewesen, in denen es vorher aufgrund der prekären Arbeitsbedingungen zu zahlreichen Arbeitsunfällen mit Todesfällen gekommen war. Zusätzlich war die Stimmung durch die Agitation der unter den Arbeitern stark vertretenen Anarchisten und Sozialisten sowie aufgrund der zeitgleich agierenden Fasci siciliani angeheizt worden. In den Folgetagen konnte Heusch dem Aufstand, der weitere acht Todesopfer forderte, ein Ende bereiten und mehr als 600 Verhaftete mussten sich einem Prozess vor dem Militärgericht stellen. Im Gegenzug setzte er sich bei den Steinbruchbetreibern für die Einrichtung einer Unfallversicherung und einer Erste-Hilfe-Station auf dem Werksgelände ein.
In Anbetracht dieses Erfolges wurde Heusch angetragen, für die kommenden Kommunalwahlen im Frühjahr 1895 zu kandidieren; er lehnte jedoch ab und wurde stattdessen im Februar 1895 zum Generalleutnant befördert. Ein Jahr später erhielt er den Auftrag von General Antonio Baldissera, dem Kommandeur der italienischen Truppen in Äthiopien und Nachfolger des abberufenen Generals Oreste Baratieri, als Divisionskommandeur die italienischen Truppen bei der Schlacht von Adua zu unterstützen, bei der die Italiener allerdings eine empfindliche Niederlage einstecken mussten. Anschließend gehörte Heusch noch in Äthiopien dem Kriegsgericht in Asmara an, vor dem sich der General Baratieri verantworten musste und schließlich freigesprochen wurde.
Im Anschluss an seine Rückkehr nach Italien wurde Heusch in das Kriegsministerium aufgenommen und zum Divisionskommandeur in Livorno ernannt. Wie bereits Jahre zuvor kam es nun auch in der Toskana Anfang Mai 1898 in verschiedenen Zentren der Region zu massiven Unruhen mit Todesfällen und Verletzungen, darunter in Livorno, Figline Valdarno, Sesto Fiorentino, Florenz und Pisa, die er erneut teils militärisch durch das VIII. Armeekorps, teils diplomatisch unterdrücken konnte.
Anfang des Jahres 1902 erhielt Heusch das Kommando über das XI. Armeekorps in Bari, das er jedoch nur wenige Monate innehatte, da er bereits am 11. April unerwartet verstarb.
Nicola Heusch war zweimal verheiratet und bekam fünf Kinder.

## Ehrungen (Auswahl)
- Großoffizier des Ordens der Krone von Italien (1901)
- Großoffizier des Ritterordens der hl. Mauritius und Lazarus
- Kommandeur des Militärordens von Savoyen (1894)
- Kriegsdenkmünzen für die Feldzüge von 1859 und 1866
- Gedenkmedaille um die Feldzüge in Afrika für die Teilnahme am afrikanischen Feldzug 1896
- Mauritianische Medaille für 50 Jahre Militärverdienst